# Gianluca Attanasio
Pour les articles homonymes, voir Attanasio.
 Cosimo Gianluca (John) Attanasio (né le 12 juillet 1979 à Manduria, Italie) est un auteur-compositeur-interprète italien. En 2007, il a gagné le prix italien "Fondi la Pastora" pour la composition de la bande originale de la pièce de théâtre Ak-47, dirigée par Daniele Scattina.

## Biographie
Après des études de piano moderne et de composition à Florence, dans le laboratoire de Walter Savelli, Gianluca aborde le monde de la discographie italienne, réalisant quelques singles pour le label discographique italien "Time Music/Aliante", qui aveè du succès d'artistes[pas clair] comme Sergio Cammariere. En 1997 les singles In questo universo, Balla con me et Stasera sono spento sont diffusés par la plus grande radio italienne. L'année suivante, Gianluca est appelé à ouvrir le concert de Claudio Baglioni appelé Da me a te, qui s'est tenue au Stadio Olimpico à Rome, en Juillet 1998. Ensuite, Gianluca aura une longue collaboration avec le théâtre et la danse qui va culminer en 2004, pour écrire la pièce orchestrale Serenata dal cuore, exécutés dans la Sala Nervi Vatican pour célébrer les 84 années de sa sainteté le pape Jean-Paul II. La pièce, dirigée par Mr. Renato Serio et chorégraphiée par Andrea Cagnetti a été orchestrée par l'orchestre classique d'Alexandre, en présence du Pape. Au fill des ans, il travaillera en collaboration avec des poètes et des cinéastes tels que Beppe Costa, Daniel Scattina, Ennio Coltorti, Francesca Giuffrè, Gianluca Ramazzotti, Mauro Mandolini, Raffaele Festa Campanile, gagner des prix prestigieux comme "Fondi La Pastora"  (2007) pour la musique de Ak- 47 (réalisé par Daniele Scattina). Gianluca Il a écrit musiques pour des artistes comme Carmen Serra, Martine Brochard, en collaboration avec des musiciens comme Geoff Westley (Claudio Baglioni, Lucio Battisti, Mango, Roberto Guarino (Samuele Bersani, Mariella Nava, Loredana Bertè, Francesco Musacco (Povia, Luca Carboni), Alessio Bonomo, Mike Applebaum (Zucchero, Giorgia). Journaliste spécialisée en critique musical et théâtrale, Gianluca Attanasio écrit dans les journaux et magazines nationaux tels que IL TEMPO, IL GIORNALE, L'OPINIONE, Il GIORNALE D'ITALIA, Metalshock, Rockstar, en prenant part à de nombreux  projets éditoriaux, tels que la nouvelle publication de le film DVD "La Note Bleue" avec Sophie Marceau (Groupe Rarovideo-Minerva), à côté de musiciens comme Louis Siciliano et Remo Anzovino. Très actif aux États-Unis, pendant plusieurs années Gianluca a publié son album pour le label américain CDBABY.

## Discographie
- 1994 : In fondo al blu (Warner/Chappell)
- 1997 : In questo universo (Aliante/Time music)
- 1998 : Balla con me (Aliante/Time music)
- 2005 : La vie continue
- 1999 : Stasera sono spento (Aliante/Time music)
- 2007 : Soul of the ocean (Soundtracks)
- 2007 : My first secret (piano solo album)
- 2010 : Sorry (Rossodisera/EMI MUSIC) prodotto da Raffaele Festa Campanile
- 2010 : Scusa (version italienne, Rossodisera/ EMI MUSIC)
- 2010 : Colors of life, single
- 2010 : Automne, single
- 2010 : Time's memory
- 2010 : Last song. Sofia's promise (soundtrack)
- 2012 : One day I'll be happy (soundtrack)

## Musique pour le théâtre
- 2003 : Romeo e Giulietta dirigé par Daniele Scattina
- 2006 : AK-47 dirigé par Daniele Scattina
- 2009 : La neve era sporca, dirigé par Daniele Scattina
- 2009 : Napoleone e… il generale di Soisiz Moreau, dirigé par Gianluca Ramazzotti et Mauro Mandolini
- 2009 : L'attesa, dirigé par Goffredo Maria Bruno
- 2009 : 2.24 Pascual Carbonell & Jerónimo Cornelles
- 2009 : Un'ora senza televisione de Jame Salom. dirigé par Gianluca Ramazzotti. Avec Patrizia Pellegrino et Ennio Coltorti
- 2009 : Un lungo applauso,dirigé  par Mauro Mandolini
- 2010 : Delitto e Castigo de Fiodor Dostoïevski. Dirigé par Francesco Giuffrè
- 2011 : Delitto e Castigo de Fiodor Dostoïevski. Dirigé par Francesco Giuffrè
- 2011 : Ritratto di Sartre da giovane. Dirigé par Ennio Coltorti
- 2011 : Tornerò prima di mezzanotte, de Peter Colley. Dirigé par Gianluca Ramazzotti, avec Gianluca Ramazzotti, Miriam Mesturino, Daniela Scarlatti. Teatro Erba, Torino.
- 2011: "2.24"  de Pascual Carbonell & Jerónimo Cornelles. Dirigé par Gianluca Ramazzotti, avec Mauro Mandolini, Veruska Rossi, Elisa d'Eusanio. Teatro dell'Orologio, Roma.

## Musique pour la danse
- 2003 : Romeo e Giulietta, chorégraphié par Andrea Cagnetti, Théâtre Vascello et Théâtre Greco, Rome
- 2004 : Serenata dal cuore, chorégraphié par Andrea Cagnetti. Vatican
- 2004 : Il walzer della vita, chorégraphié par Andrea Cagnetti, Rome
- 2004 : Paisaje interno, chorégraphié par Paula Rosolen, Théâtre Greco, Rome
- 2004 : Skean Deep, chorégraphié par Andrea Cagnetti. Théâtre Don Luigi Orione, Rome
- 2004 : Merry Christmas Peter Pan, chorégraphié par Arsmovendi, Gran Teatro, Rome
- 2006 : Colora una vita, chorégraphié par Arsmevendi, Théâtre Greco, Rome
- 2012: Earth. Chorégraphié par Andrea Cagnetti, Fran Spector Atkins

## Réalisateur
Pour le cinéma
- 2011 :  "Anche i cani hanno un'anima", mini-documentaire sur Franca Valeri
- 2010 : Last Song: Sofia's promise, avec Goffredo Maria Bruno , Riccardo Mei , Glenda Canino.
- 2011: "Anche gli animali hanno un'anima". View- Interview to Franca Valeri
- 2011: "One day I'll be happy". Short movie
- 2012: "No regrets". Short movie
- 2012: "Rovine". Short movie , avec Gianna Paola Scaffidi, Ennio Coltorti, Jesus Emiliano Coltorti, Adriana Ortolani
- 2012: "Le parfum de la vie" . Short film avec Mauro Mascitti et Pino Piggianelli

Pour le théâtre
- 2003 : Posteggio o non posteggio, per i soldi è un gran magheggio, théâtre Petrolini de Rome  avec Stefano Dragone
- 2007 : La casa di nuvole, luoghi immaginari ma possibili. Forse una favola

## Bandes originales de films
- 2010 : Last Song: Sofia's promise
- 2010 : Drake Diamond
- 2011 : One day I'll be happy"
- 2012 : Rovine
- 2012 : No regrets
- 2012 : Something to remember,

## Spot TV
- 2010 : Cantina Todini, MEDIASET, avec Patrizia Pellegrino